# Carel Godin de Beaufort
Jonkheer Karel Pieter Antoni Jan Hubertus Godin de Beaufort, mais conhecido como Carel Godin de Beaufort ou também Carel de Beaufort (10 de abril de 1934 – 2 de agosto de 1964) foi um automobilista dos Países Baixos. Ele disputou de 1957 até 1964 de Fórmula 1, marcando quatro pontos ao todo.

## Resultados

### Fórmula 1
Antepenúltimo piloto de linhagem nobre a correr na F-1, sucedido pelo também holandês Gijs van Lennep e pelo escocês Johnny Dumfries, Beaufort chegou à categoria em 1957, competindo pela Ecurie Maarsbergen, uma escuderia que corria com carros da Porsche, e que defenderia durante a maior parte da carreira. Em 1959, ele correu apenas o GP da França pela Scuderia Ugolini, que utilizou um carro da Maserati para tal ato.
| Ano  | Equipe             | Chassi        | Motor               | 1     | 2       | 3      | 4       | 5      | 6       | 7       | 8        | 9      | 10     | 11  | Pontos | Posição  |
| ---- | ------------------ | ------------- | ------------------- | ----- | ------- | ------ | ------- | ------ | ------- | ------- | -------- | ------ | ------ | --- | ------ | -------- |
| 1957 | Ecurie Maarsbergen | Porsche 550RS | Porsche Flat-4      | ARG   | MON     | 500    | FRA     | GBR    | ALE 14‡ | PES     | ITA      |        |        |     | 0      | NC       |
| 1958 | Ecurie Maarsbergen | Porsche RSK   | Porsche Flat-4      | ARG   | MON     | HOL 11 | 500     | BEL    | FRA     | GBR     | ALE Ret‡ | POR    | ITA    | MAR | 0      | NC (40º) |
| 1959 | Ecurie Maarsbergen | Porsche RSK   | Porsche Flat-4      | MON   | 500     | HOL 10 |         | GBR    | ALE     | POR     | ITA      | EUA    |        |     | 0      | NC (32º) |
| 1959 | Scuderia Ugolini   | Maserati 250F | Maserati Straight-6 |       |         |        | FRA 9   |        |         |         |          |        |        |     | 0      | NC (32º) |
| 1960 | Ecurie Maarsbergen | Cooper T51    | Climax Straight-4   | ARG   | MON     | 500    | HOL 8   | BEL    | FRA     | GBR     | POR      | ITA    | EUA    |     | 0      | NC (35º) |
| 1961 | Ecurie Maarsbergen | Porsche 718   | Porsche Flat-4      | MON   | HOL 14  | BEL 11 | FRA Ret | GBR 16 | ALE 14  | ITA 7   | EUA      |        |        |     | 0      | NC (19º) |
| 1962 | Ecurie Maarsbergen | Porsche 718   | Porsche Flat-4      | HOL 6 | MON DNQ | BEL 7  | FRA 6   | GBR 14 | GER 13  | ITA 10  | EUA Ret  | AFS 11 |        |     | 2      | 16º      |
| 1963 | Ecurie Maarsbergen | Porsche 718   | Porsche Flat-4      | MON   | BEL 6   | HOL 9  | FRA     | GBR 10 | ALE Ret | ITA DNQ | EUA 6    | MEX 10 | AFS 10 |     | 2      | 14º      |
| 1964 | Ecurie Maarsbergen | Porsche 718   | Porsche Flat-4      | MON   | HOL Ret | BEL    | FRA     | GBR    | ALE DNS | AUT     | ITA      | EUA    | MEX    |     | 0      | NC       |

### 24 Horas de Le Mans
| Ano  | Equipe                        | Veículo                | Co-piloto        | Posição | Nota                    |
| ---- | ----------------------------- | ---------------------- | ---------------- | ------- | ----------------------- |
| 1956 | Wolfgang Seidel               | Porsche 550/4 Spyder   | Mathieu Hezemans | DNF     | Suspensão               |
| 1957 | Ed Hugus                      | Porsche 550A RS        | Ed Hugus         | 8º      | Líder da classe(S 1500) |
| 1958 | Baron Carel Godin de Beaufort | Porsche 550A RS        | Herbert Linge    | 5º      |                         |
| 1959 | Baron Carel Godin de Beaufort | Porsche 718 RSK        | Christian Heins  | DNF     | Motor                   |
| 1960 | Baron Carel Godin de Beaufort | Porsche 718/4 RS       | Richard Stoop    | DNF     | Motor                   |
| 1962 | Porsche System Engineering    | Porsche 356B Abarth    | Ben Pon          | DNF     | Ignição                 |
| 1963 | Porsche System Engineering    | Porsche 356B 2000GS GT | Gerhard Koch     | DNF     | Motor                   |

## O susto em AVUS
Ainda em 1959, o holandês sofreria um espetacular acidente no temido circuito de AVUS, onde uma etapa preliminar acontecia. Carel passou por cima do paredão de 45º de inclinação que formava a curva Norte do circuito. O carro voou acima das árvores ao redor da pista e, de forma inacreditável, caiu em pé. Ele voltou à pista passando por debaixo do paredão da curva Norte e foi desclassificado por este motivo.

## A volta à Ecurie Maarsbergen
Em 1960, voltou à Ecurie Maarsbergen (que passaria a usar um carro da Cooper), mas não conseguiu marcar pontos ao chegar em oitavo no GP da Holanda.
A partir de 1961, Beaufort competiria com mais frequência na F-1, sempre pela Ecurie Maarsbergen, e em 1962, marcaria seus primeiros pontos na carreira, feito repetido no ano seguinte.

## O excesso de peso e a fama com as mulheres
Com seu Porsche ficando cada vez mais ultrapassado, Beaufort era apenas um mero figurante nas corridas, mas um dos personagens mais populares dos boxes. Por achar que o excesso de peso prejudicava o seu desempenho, o holandês obrigou toda a equipe a acompanhá-lo numa dieta rígida, baseada em biscoitos de qualidade duvidosa. Além disso, o nobre também iniciou aulas de judô com Anton Geesink, que viria a ser medalha de ouro nas Olimpíadas de 1964, no Japão. Nada deu certo, e Carel jamais deixou de ser gordo.
O excesso de peso, porém, não afetava o sucesso de Carel com as mulheres. Em 1963, o holandês estacionou seu carro na pista durante o treino classificatório para o GP da França. Todos achavam que Carel havia sofrido uma quebra mecânica. Ledo engano - o piloto parou para falar com uma jovem que estava à beira da pista e oferecê-la um passeio pelo circuito de Reims-Gueux. Enquanto o treino continuava normalmente, Carel levou a moça para um "test-drive" dentro do carro, e tal fato irritou profundamente os organizadores.

## Morte

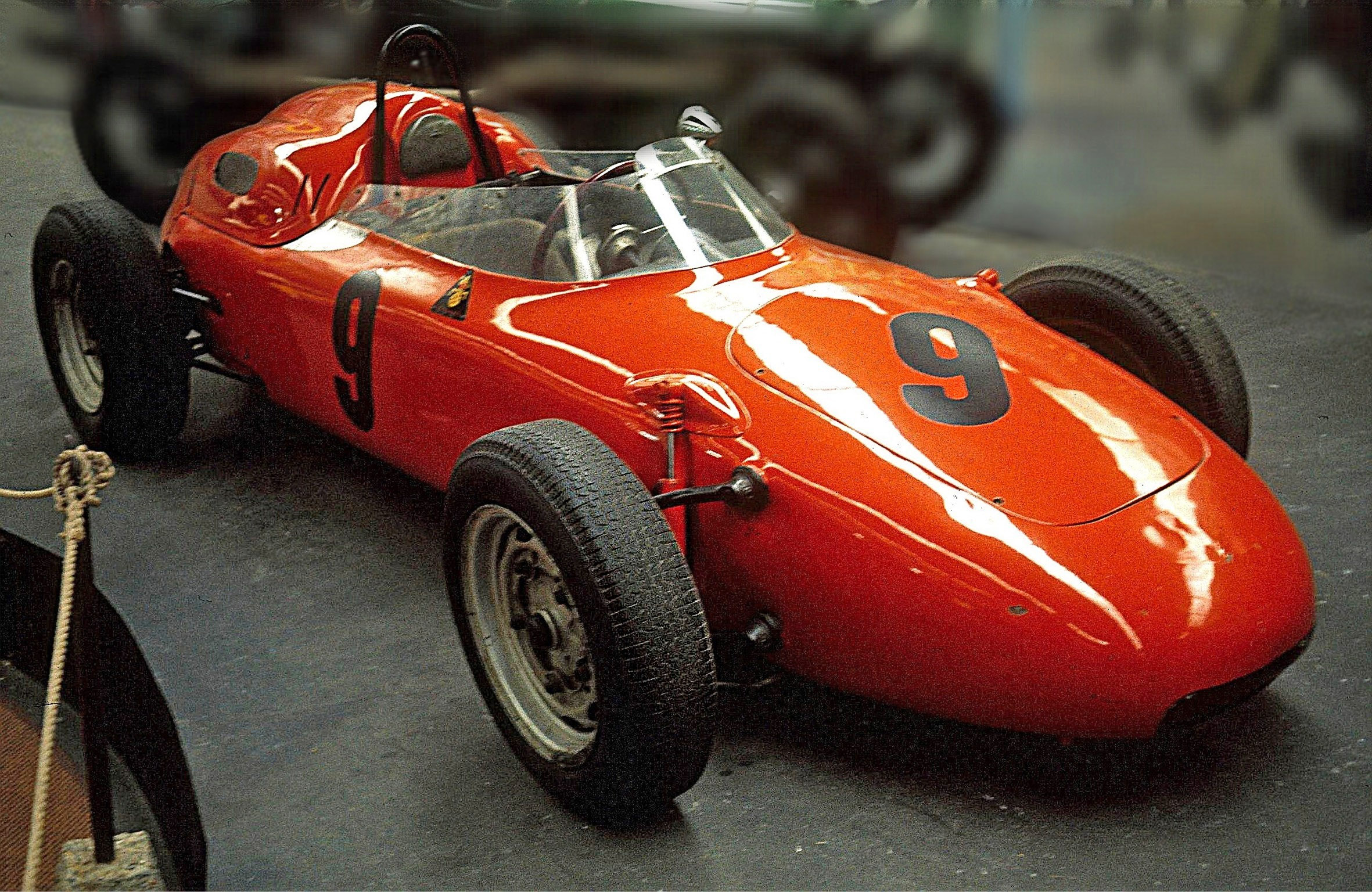
O Porsche 718 que Beaufort pilotava na F-1, pintado de laranja. Foi com este carro que ele sofreu o acidente que tirou sua vida.

A 1 de agosto de 1964, o nobre chega ao circuito de Nürburgring usando perucas ao estilo Beatles. Antes de entrar no carro para o treino classificatório, ele passa o tempo inteiro divertindo mecânicos e pilotos com brincadeiras. Finalmente, ao assumir o cockpit do Porsche, vai de encontro ao destino.
Apenas em sua quinta volta, Carel perde o controle do carro de maneira súbita (provavelmente por falha mecânica) na curva Bergwerk, indo direto ao encontro das árvores ao lado da pista. O holandês é socorrido e levado imediatamente ao hospital, onde os médicos chegam a dizer que ele está fora de perigo. Entretanto, Beaufort tem uma súbita recaída durante a noite de domingo, não resistindo logo depois.
O holandês tinha apenas 30 anos de idade. Na época, rumores afirmavam que o holandês estava fechando acordo com a equipe Brabham para contar com um novo carro para 1966.

## Curiosidade
Seu nome completo possui oito nomes. É menor apenas que o de outro nobre, o espanhol Alfonso de Portago, cujo nome completo (Alfonso Antonio Vicente Eduardo Angel Blas Francisco de Borja Cabeza de Vaca y Leighton) possui dez.